# Horne (Surrey)
Pour les articles homonymes, voir Horne.
Horne est un village anglais du district de Tandridge, dans le comté de Surrey.